# Fédération papouasienne de rugby à XV
La Fédération papouasienne de rugby à XV (officiellement en anglais : Papua New Guinea Rugby Football Union) est l'instance qui régit l'organisation du rugby à XV et du rugby à sept en Papouasie-Nouvelle-Guinée.

## Historique
La Papua New Guinea Rugby Football Union est créée en 1962, conduisant aux premiers matchs internationaux d'une équipe nationale de Papouasie-Nouvelle-Guinée en 1966.
Elle devient en octobre 1993 membre de l'International Rugby Board, organisme international du rugby,.
Elle intègre par la suite la Federation of Oceania Rugby Unions, organisme régissant le rugby dans la zone océanique.
Elle est également membre du Comité olympique de Papouasie-Nouvelle-Guinée.